# Masquerade (film, 2012)
Ne doit pas être confondu avec Masquerade (film, 1988) ou Masquerade (film, 2021).
Pour plus de détails, voir Fiche technique et Distribution.
Masquerade (hangeul : 광해: 왕이 된 남자 ; RR : Gwanghae: Wangi doen namja ; litt. « Gwanghaegun : L'Homme devenu roi ») est un film historique sud-coréen réalisé par Choo Chang-min (en) en 2012. Il raconte l'histoire du roi excentrique Gwanghaegun qui est victime d'un empoisonnement et remplacé par un pauvre acrobate nommé Ha-seon, qui lui ressemble trait pour trait, le temps qu'il se rétablisse (Lee Byung-hun joue les deux rôles),.
Avec 12,3 millions d'entrées, il est actuellement le 11e plus gros succès du box-office en Corée du Sud. Il domine également largement la 49e cérémonie des Grand Bell Awards avec 15 trophées, dont celui de Meilleur film, Meilleur réalisateur et Meilleur acteur,,,. Après ce succès, le film est adapté en pièce de théâtre et série télévisée.

## Synopsis
Le roi Gwanghaegun (Lee Byung-hun), 15e souverain de la dynastie Joseon et monarque excentrique et paranoïaque, ordonne à son ministre Heo Gyun (Ryoo Seung-ryong) de lui trouver un double afin d'échapper aux constantes menaces d'assassinat. Heo Gyun déniche alors Ha-seon, un humble clown et acrobate qui ressemble trait pour trait au roi qui est, comme il s'y attendait, effectivement victime d'un empoisonnement. Heo Gyun propose à Ha-seon qu'il se fasse passer pour le roi jusqu'à ce qu'il soit entièrement rétablit et l'autorise à s'habiller et à se comporter comme le roi. Tout en assumant son rôle lors d'une première apparition officielle, Ha-seon commence à réfléchir aux problèmes débattus à la cour. Fondamentalement plus compréhensif que le roi, son intérêt au bien-être des domestiques, même les plus insignifiants, améliore peu à peu le moral au palais. Au fil du temps, il s'impose et rend des décisions sur la gouvernance du pays avec une réelle perspicacité, ainsi que des jugements équitables. Même Heo Gyun est touché par l’intérêt sincère de Ha-seon pour le peuple et se rend compte qu’il est un souverain infiniment meilleur que Gwanghaegun. Cependant, son principal opposant, Park Cheong-seo (Kim Myung-gon (en)), remarque le soudain changement dans le comportement du roi et commence à se poser des questions. La reine (Han Hyo-joo) est également partagé entre le vrai roi et le faux.

## Fiche technique
- Titre : Masquerade
- Titre original : 광해: 왕이 된 남자 (Gwanghae: Wangi doen namja)
- Réalisation : Choo Chang-min (en)
- Scénario : Hwang Jo-yoon
- Photographie : Lee Tae-yoon
- Montage : Nam Na-yeong
- Musique : Mowg et Kim Jun-seong
- Production : Im Sang-jin, Won Dong-yeon, Kim Ho-seong et Mikey Lee
- Société de distribution : CJ Entertainment
- Pays d’origine :  Corée du Sud
- Langue originale : coréen
- Format : couleur
- Genres : historique
- Durée : 131 minutes
- Date de sortie :
  - Corée du Sud : 13 septembre 2012
  - Japon : 16 février 2013
  - Taïwan : 12 avril 2013
  - Italie : 26 août 2014 (sur Rai Movie)

## Distribution

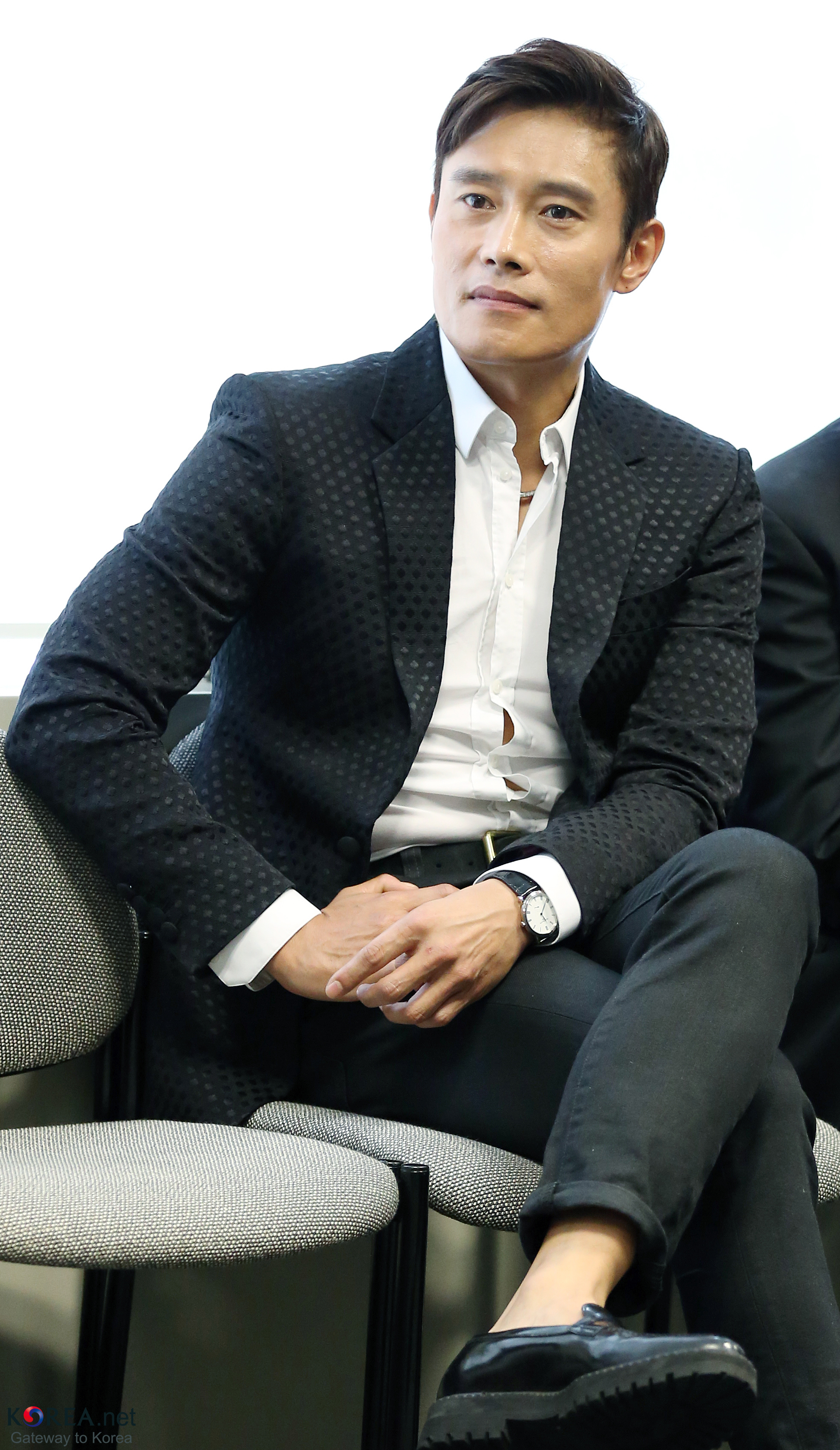
L'acteur Lee Byung-hun qui tient les deux rôles principaux.

- Lee Byung-hun : le roi Gwanghaegun/Ha-seon[8],[9],[10],[11],[12],[13],[14],[15],[16],[17],[18],[19]
- Ryoo Seung-ryong : le secrétaire en chef Heo Gyun
- Han Hyo-joo : la reine consort
- Jang Gwang (en) : l'eunuque en chef
- Kim In-kwon (en) : le capitaine Do, garde personnel du roi
- Sim Eun-kyeong : Sa-wol, une goûteuse
- Kim Myung-gon (en) : Park Cheong-seo, le ministre de l'Intérieur
- Park Ji-a (en) : Dame Han, cheffe des dames de la cour
- Shin Jung-geun (en) : Lee Jeong-rang
- Jeon Guk-hyang : Dame Jeong
- Yang Jun-mo : Kim
- Mun Chang-gil : le Premier ministre
- Jeon Bae-su : Hyeong-pan
- Do Yong-gu : Byeong-pan
- Yu Sun-ung : Ho-pan
- Lee Yang-hui : Gong-pan
- Park Gyeong-geun : un musicien
- Shin Un-seop : Ye-pan
- Kim Jong-gu : un médecin du roi
- Lee El : Dame Ahn
- Lee Jun-hyeok (en) : Hyeon-gam
- Seo Jin-weon : le surveillant général Do
- Kim Hye-weon : Pearl, un courtisan
- Kim Hak-jun : Yu Jeong-ho
- Kim Hye-hwa : la servante au pot de fleur de prunier
- Kim Seung-hun : Yi-bang
- Lee Bong-ryeon : une dame de la cour
- Ju Yeong-ho : l'astrologiste du roi

## Réalité historique
Historiquement, le roi Gwanghaegun, 15e souverain de Joseon de 1608 à 1623, tenta de jouer la carte de la neutralité dans sa diplomatie avec la dynastie Ming (1368-1644) et la dynastie Qing (1636-1912) de Chine lorsqu'elles posèrent les yeux sur la Corée. Il s’est également essayé à d’autres réformes et mesures de reconstruction pour rendre la nation prospère, notamment en mettant l’accent sur la restauration des documents, mais a rencontré une certaine opposition et a ensuite été destitué et exilé sur l'île de Jeju. Du fait de sa destitution par un coup d’État de la faction ouest, les historiens ne lui ont pas donné de nom de temple comme pour les rois Taejo ou Sejong.
La supposition derrière le film est une interprétation des 15 jours manquants dans le Seungjeongwon ilgi (en) (« Journal du secrétariat royal ») pendant le règne de Gwanghaegun - remplacés par l’inscription de 1616 : « Nul ne doit écrire ce qu'il désire cacher ». Il convient de noter que cette supposition est de nature entièrement fictive. Ceci est dû au fait que :
- Le document en lui-même est en grande partie incomplet car les textes ont été détruits à plusieurs reprises et les reproductions également, ce qui a entraîné la disparition de nombreux extraits de documents ou de reproductions douteuses pouvant avoir été modifiés à chaque reproduction.
- Les documents pertinents écrits sous le règne de Gwanghaegun sont également en grande partie manquants.
- Même si le journal était complet, il est fort peu probable que le secrétariat royal ait supprimé ou omit des chroniques historiques, même sur ordre du roi, en raison du protocole. En fait, en raison de ce même protocole, la seule chose qui se produirait serait qu'après avoir été informé ou avoir été témoin d'un certain incident et par la suite ordonné de ne pas le notifier, le secrétariat l'archiverait dans son intégralité et terminerait le texte en indiquant que le roi lui avait ordonné de ne pas le faire.
- Un excellent exemple de ce qui précède serait quand le roi Taejong est tombé de son cheval lors de la chasse et a demandé au secrétariat de ne pas écrire cela dans le journal. Le secrétariat a toutefois inscrit l'incident et a ajouté à la fin « et Sa Majesté a demandé au secrétariat de ne pas inscrire cela ».

## Production
Annoncé début 2011 et initialement intitulé Je suis le roi de Joseon sous la forme d'un film historique inspiré du roman Le Prince et le Pauvre et devant être réalisé par Kang Woo-seok avec l'acteur Jeong Jae-young (en) dans le double rôle de Gwanghaegun et Ha-sun et Yoo Joon-sang dans celui de Heo Gyun,,, Kang quitte finalement le projet pour différences d'opinions avec la société de production CJ Entertainment.
En novembre 2011, ils sont remplacés par le réalisateur Choo Chang-min (en) et l'acteur Lee Byung-hun pour son premier film historique,,,,. Un mois plus tard, Han Hyo-joo est annoncé dans le rôle de la reine.
Le tournage a lieu au complexe de studio de Namyangju dans la province du Gyeonggi,,.

## Accueil
Considéré par l'un des critiques comme l'un des meilleurs film historique sud-coréen depuis des années, le film est reconnu pour son scénario et sa dramaturgie, ainsi que pour ses acteurs, sa mise en scène solide, son envergure ambitieuse et son ambition commercial. Il devient le deuxième succès au box-office sud-coréen de l'année, avec 8,2 millions d'entrées en 25 jours d'exploitation,,,, puis 9 091 633 après 31 jours. Au 38e jour, il devient le 7e film coréen à dépasser les 10 millions de spectateurs,,,,,,. À la fin de son exploitation commerciale, il est l'un des plus gros succès du box-office en Corée du Sud avec 12 323 595 entrées (en février 2019, il est à la 11e place).

## Adaptations

### Théâtre
Le film est adapté en pièce de théâtre au centre artistique de Dongsung-dong (en) à Séoul du 23 février au 21 avril 2013. Elle est produite par l'agence BH Entertainment de Lee Byung-hun. Bae Soo-bin et l'acteur de comédie musicale Kim Do-hyun alternent dans le rôle principal de Gwanghaegun. Dans le cadre de la promotion de la pièce, Lee, Bae et Kim figurent sur une photo du premier numéro de Grazia Korea du 20 février 2013.

### Télévision
La chaîne câblée TVN a acquis les droits pour une adaptation télévisée avec l'acteur Yeo Jin-goo. Développée pour la chaîne par Studio Dragon et produite par GT:st, elle est diffusée en janvier 2019

## Prix et nominations
| Année | Prix                                                        | Catégorie                               | Récipiendaire                        | Issue      |
| ----- | ----------------------------------------------------------- | --------------------------------------- | ------------------------------------ | ---------- |
| 2012  | 49e cérémonie des Grand Bell Awards                         | Meilleur film                           | Masquerade                           | Lauréat    |
| 2012  | 49e cérémonie des Grand Bell Awards                         | Meilleur réalisateur                    | Choo Chang-min (en)                  | Lauréat    |
| 2012  | 49e cérémonie des Grand Bell Awards                         | Meilleur acteur                         | Lee Byung-hun                        | Lauréat    |
| 2012  | 49e cérémonie des Grand Bell Awards                         | Meilleur acteur dans un rôle secondaire | Ryoo Seung-ryong                     | Lauréat    |
| 2012  | 49e cérémonie des Grand Bell Awards                         | Meilleur scénario                       | Hwang Jo-yoon                        | Lauréat    |
| 2012  | 49e cérémonie des Grand Bell Awards                         | Meilleure photographie                  | Lee Tae-yoon                         | Lauréat    |
| 2012  | 49e cérémonie des Grand Bell Awards                         | Meilleur montage                        | Nam Na-yeong                         | Lauréat    |
| 2012  | 49e cérémonie des Grand Bell Awards                         | Meilleure direction artistique          | Oh Heung-seok                        | Lauréat    |
| 2012  | 49e cérémonie des Grand Bell Awards                         | Meilleures lumières                     | Oh Seung-chul                        | Lauréat    |
| 2012  | 49e cérémonie des Grand Bell Awards                         | Meilleurs costumes                      | Kwon Yu-jin, Im Seung-hee            | Lauréat    |
| 2012  | 49e cérémonie des Grand Bell Awards                         | Meilleure musique                       | Mowg, Kim Jun-seong                  | Lauréat    |
| 2012  | 49e cérémonie des Grand Bell Awards                         | Meilleur production                     | Im Sang-jin                          | Lauréat    |
| 2012  | 49e cérémonie des Grand Bell Awards                         | Meilleur effets visuels                 | Jeong Jae-hoon                       | Lauréat    |
| 2012  | 49e cérémonie des Grand Bell Awards                         | Meilleur effets sonores                 | Lee Sang-joon                        | Lauréat    |
| 2012  | 49e cérémonie des Grand Bell Awards                         | Prix de la popularité                   | Lee Byung-hun                        | Lauréat    |
| 2012  | 32e cérémonie des Korean Association of Film Critics Awards | Meilleure réalisation technique         | Oh Heung-seok                        | Lauréat    |
| 2012  | 33e cérémonie des Blue Dragon Film Awards                   | Meilleur film                           | Masquerade                           | Nomination |
| 2012  | 33e cérémonie des Blue Dragon Film Awards                   | Meilleur réalisateur                    | Choo Chang-min (en)                  | Nomination |
| 2012  | 33e cérémonie des Blue Dragon Film Awards                   | Meilleur acteur                         | Lee Byung-hun                        | Nomination |
| 2012  | 33e cérémonie des Blue Dragon Film Awards                   | Meilleur acteur dans un rôle secondaire | Jang Gwang (en)                      | Nomination |
| 2012  | 33e cérémonie des Blue Dragon Film Awards                   | Meilleur scénario                       | Hwang Jo-yoon                        | Nomination |
| 2012  | 33e cérémonie des Blue Dragon Film Awards                   | Meilleure photographie                  | Lee Tae-yoon                         | Nomination |
| 2012  | 33e cérémonie des Blue Dragon Film Awards                   | Meilleur direction artistique           | Oh Heung-seok                        | Lauréat    |
| 2012  | 33e cérémonie des Blue Dragon Film Awards                   | Meilleures lumières                     | Oh Seung-chul                        | Nomination |
| 2012  | 33e cérémonie des Blue Dragon Film Awards                   | Meilleure musique                       | Mowg, Kim Jun-seong                  | Nomination |
| 2012  | 33e cérémonie des Blue Dragon Film Awards                   | Prix de la technique                    | Kwon Yu-jin, Im Seung-hee (costumes) | Nomination |
| 2012  | 33e cérémonie des Blue Dragon Film Awards                   | Prix de la technique                    | Nam Na-yeong (montage)               | Nomination |
| 2012  | 13e cérémonie des Pusan Film Critics Awards                 | Meilleur acteur                         | Lee Byung-hun                        | Lauréat    |
| 2013  | 49e cérémonie des Baeksang Arts Awards                      | Meilleur film                           | Masquerade                           | Lauréat    |
| 2013  | 49e cérémonie des Baeksang Arts Awards                      | Meilleur réalisateur                    | Choo Chang-min (en)                  | Lauréat    |
| 2013  | 49e cérémonie des Baeksang Arts Awards                      | Meilleur acteur                         | Lee Byung-hun                        | Nomination |
| 2013  | 22e cérémonie des Buil Film Awards                          | Meilleur film                           | Masquerade                           | Nomination |
| 2013  | 22e cérémonie des Buil Film Awards                          | Meilleur réalisateur                    | Choo Chang-min (en)                  | Nomination |
| 2013  | 22e cérémonie des Buil Film Awards                          | Meilleur acteur                         | Lee Byung-hun                        | Nomination |
| 2013  | 22e cérémonie des Buil Film Awards                          | Meilleur acteur dans un second rôle     | Ryoo Seung-ryong                     | Lauréat    |
| 2013  | 22e cérémonie des Buil Film Awards                          | Meilleure direction artistique          | Kwak Jae-sik, Oh Heung-seok          | Nomination |
| 2013  | 22e cérémonie des Buil Film Awards                          | Meilleure musique                       | Mowg, Kim Jun-seong                  | Nomination |
| 2013  | 22e cérémonie des Buil Film Awards                          | Prix du jury des lecteurs de Buil       | Masquerade                           | Lauréat    |
| 2013  | 7e cérémonie des Asia Pacific Screen Awards (en)            | Meilleur acteur                         | Lee Byung-hun                        | Lauréat    |